# Partido Paz y Democracia
El Partido Paz y Democracia (BDP) (turco: Barış ve Demokrasi Partisi, kurdo: Partiya Aştî û Demokrasiyê) (2008-2014) fue el principal partido político kurdo de Turquía en el periodo en el que estuvo activo con estas siglas. Se creó en 2008 después de que el Partido de la Sociedad Democrática fuera declarado ilegal bajo la acusación de mantener conexiones con el PKK y se mantuvo vivo hasta 2014 momento en el finalizó el trasbase de militancia hacia el Partido Democrático de los Pueblos (PDH), nuevo paraguas colectivo de los partidos prokurdos y los movimientos de izquierdas. En octubre de 2013 el histórico militante socialista y diputado del BDP Ertuğrul Kürkçü pasó a copresidir el nuevo partido junto a su también compañera en el BDP Sabahat Tuncel y en abril de 2014, después de las elecciones municipales, se completó el traslado de los parlamentarios de la formación.  En el tercer Congreso del BDP celebrado el 11 de julio de 2014 cambió el nombre a Partido Democrático de las Regiones con una nueva estructura restringida a actividades de gobiernos locales y regionales en la zona de mayoría kurda. 
El BDP estuvo copresidido por Selahattin Demirtaş que en 2014 pasó a  copresidir el Partido Democrático de los Pueblos y Gültan Kışanak. Los vicepresidentes eran  Pervin Buldan y İdris Baluken.
En las elecciones generales de 2011 la formación logró  30 diputados que se presentaron a los comicios como independientes.
En las elecciones municipales del 30 de marzo de 2014 el BDP presentó candidaturas con un 55 % de mujeres frente al 4 %, 2,5%  o 1 % de candidaturas femeninas del resto de partidos. Tras los resultados ha pasado a gobernar 9 alcaldías principales (y otra más a través de una lista independiente encabezada por Ahmet Türk) y alrededor de 100 agrupaciones locales menores. Berivan Elif Kilic candidata del BDP se convirtió en la co-alcaldesa de Kocakoy, una ciudad agrícola de 17.000 personas en la zona turca del Kurdistán. Kilic comparte el puesto con Affullah Kar, un antiguo imán tal como marcan las normas del partido que establecen que un puesto de alto cargo debe compartirse entre un varón y una mujer.
Las normas del partido BDP establecían que todas las responsabilidades políticas fueran compartidas entre un hombre y una mujer en un esfuerzo por promover la participación de las mujeres en la política, norma que también ha asumido el Partido Democrático de los Pueblos.
Los diputados del BDP, ahora en el HDP tiene un papel estratégico en las negociaciones de paz con el PKK y el gobierno turco presidido por Erdogán.
El BDP tenía estatuto de observador en la Internacional Socialista.

## Ideología

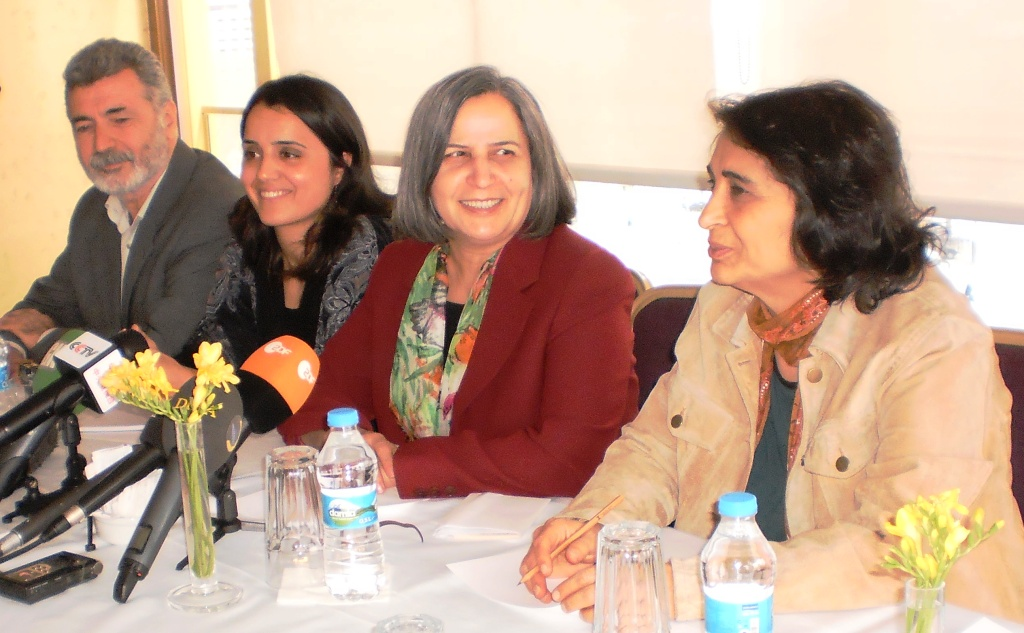
Reunión del Partido Paz y Democracia en Estambul 14 de marzo de 2013 (de izquierda a derecha: Kemal Pekoz, Asya Koçak, Gülten Kışanak y Filiz Koçali)

El presidente del partido hizo un llamamiento al PKK para su desarme.  Apoyaba la adhesión de Turquía a la Unión Europea, los matrimonios del mismo sexo y una ley contra la discriminación para proteger a las personas LGBT. También el reconocimiento del genocidio armenio por parte del gobierno de Turquía.

## Protestas kurdas en 2011
El BDP lideró las protestas kurdas de 2011 simultáneas a la llamada primavera árabe en Oriente Medio y Norte de África. El 28 de febrero de 2011, el PKK anunció el fin de una tregua unilateral que había declarado en agosto de 2010, lo que provocó un ataque verbal del Presidente Erdogan contra este partido denunciando sobre su presunta connivencia con el PKK. El 24 de marzo el BDP publicó a través de internet un comunicado en el que anunció el inicio inmediato de una campaña de desobediencia civil, comenzando con una huelga y una concentración en Diyarbakir, la principal ciudad kurda de Turquía.  Ver: Protestas kurdas en Turquía de 2011
Los 30 diputados y diputadas de esta formación que lograron escaños como independientes en las elecciones de junio de 2011 se negaron a participar en la Asamblea Nacional de Turquía y boicotearon sus sesiones hasta octubre de 2011 como protesta por la permanencia en prisión preventiva de varios de sus diputados electos fueran acusados de distintos vínculos con el PKK.

## Proceso de paz
El BDP fue el principal partido legal prokurdo durante los años de su existencia y su trabajo ha sido clave para el proceso de paz.
En el 2013 algunos de sus diputados, liderados por Selahattin Demirtaş fueron autorizados a reunirse con el líder del PKK Öcalan en la cárcel para apoyar el avance del proceso de paz. A pesar de la voluntad negociadora del partido, en enero de 2013 se calculaba que más de 2.000 personas relacionadas con el BDP estaban encarceladas sobre la base de una ley antiterrorista aprobada en 2006 y a una decisión judicial de 2008, por las que cualquier persona que actúe de un modo que se pueda considerar inspirado por el PKK puede ser condenada como miembro de una organización terrorista.

## Protestas en el parque Gezi 2013

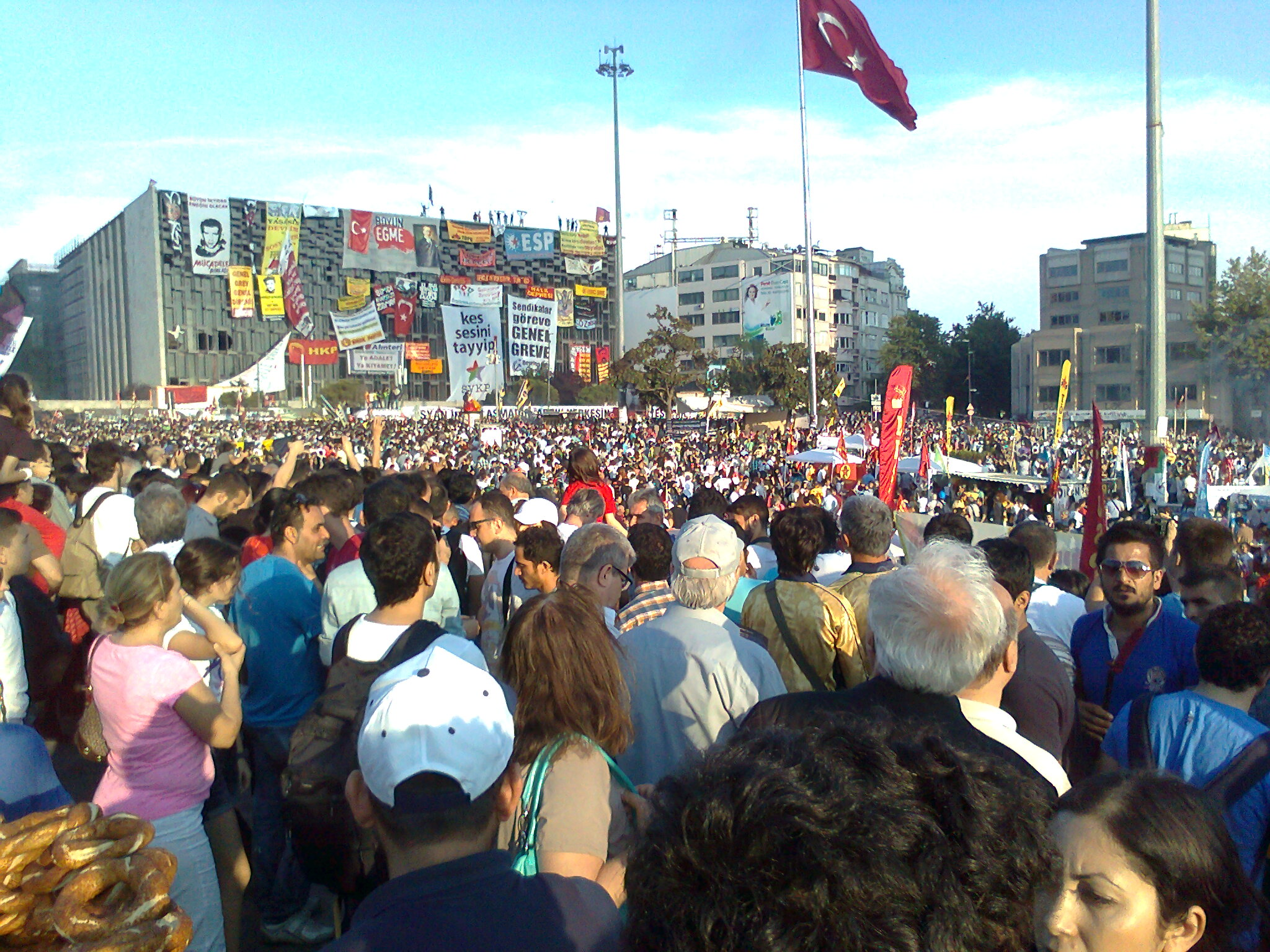
Protestas en el Parque Gezi de Estambul. 8 de junio de 2013

En el 2013 el BDP también secundó las protestas iniciadas en el parque Gezi de Estambul. Uno de los primeros en enfrentarse a las excavadoras, momento de inicio de las protestas que tuvieron en vilo a Turquía durante junio y julio fue Sirri Süreyya Önder, diputado del BDP por Estambul y director de cine, uno de los principales líderes del nuevo Partido Democrático de los Pueblos.

## Relaciones con el Partido Democrático de los Pueblos
En las elecciones municipales de 2014 concurrieron ambos partidos, el BDP en la zona kurda del sudeste de Turquía y el Partido Democrático de los Pueblos en el resto del país salvo en la provincia de Mersin y la provincia de Konya, donde el BDP lanzó sus propios candidatos. 
Después de las elecciones locales, los dos partidos se reorganizaron en una estructura conjunta. El 28 de abril de 2014 los parlamentarios relacionados con el BDP pasaron a formar parte del Partido Democrático de los Pueblos y en el BDP quedaron sólo los representes de la administración local.  

## Reorganización del partido
En el tercer Congreso del partido celebrado el 11 de julio de 2014 se cambió el nombre a Partido Democrático de las Regiones  dirigido a trabajar en la zona de mayoría kurda con gobiernos locales y regionales. 

## Otros
En octubre de 2013 Facebook cerró el perfil oficial del partido por utilizar la palabra "Kurdistán" en sus publicaciones.